# 친타오사우루스
친타오사우루스(Tsintaosaurus )는 중생대 백악기 후기(약 8,000만년 전~7,000만년 전), 오늘날의 아시아 대륙에서 서식했던 대형 초식 공룡이다. 화석은 중국 산둥성(山東省) 칭다오시(青島)에서 발견되었고, 친타오 도마뱀이라는 뜻의 학명도 최초 발견지인 칭다오 시의 지명에서 유래한다. 몸 전체 길이는 약 8.3m, 체중은 2.5t에 달했을 것으로 추정되며, 머리에는 솟아나온 뿔이 있다.

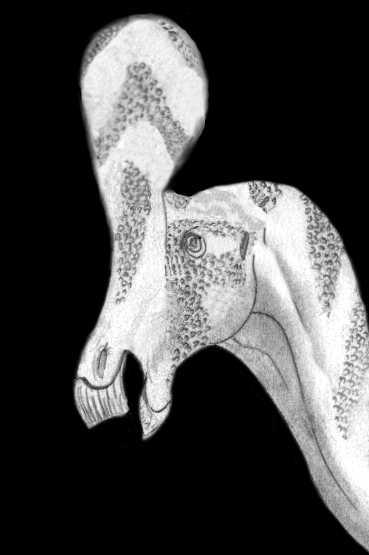
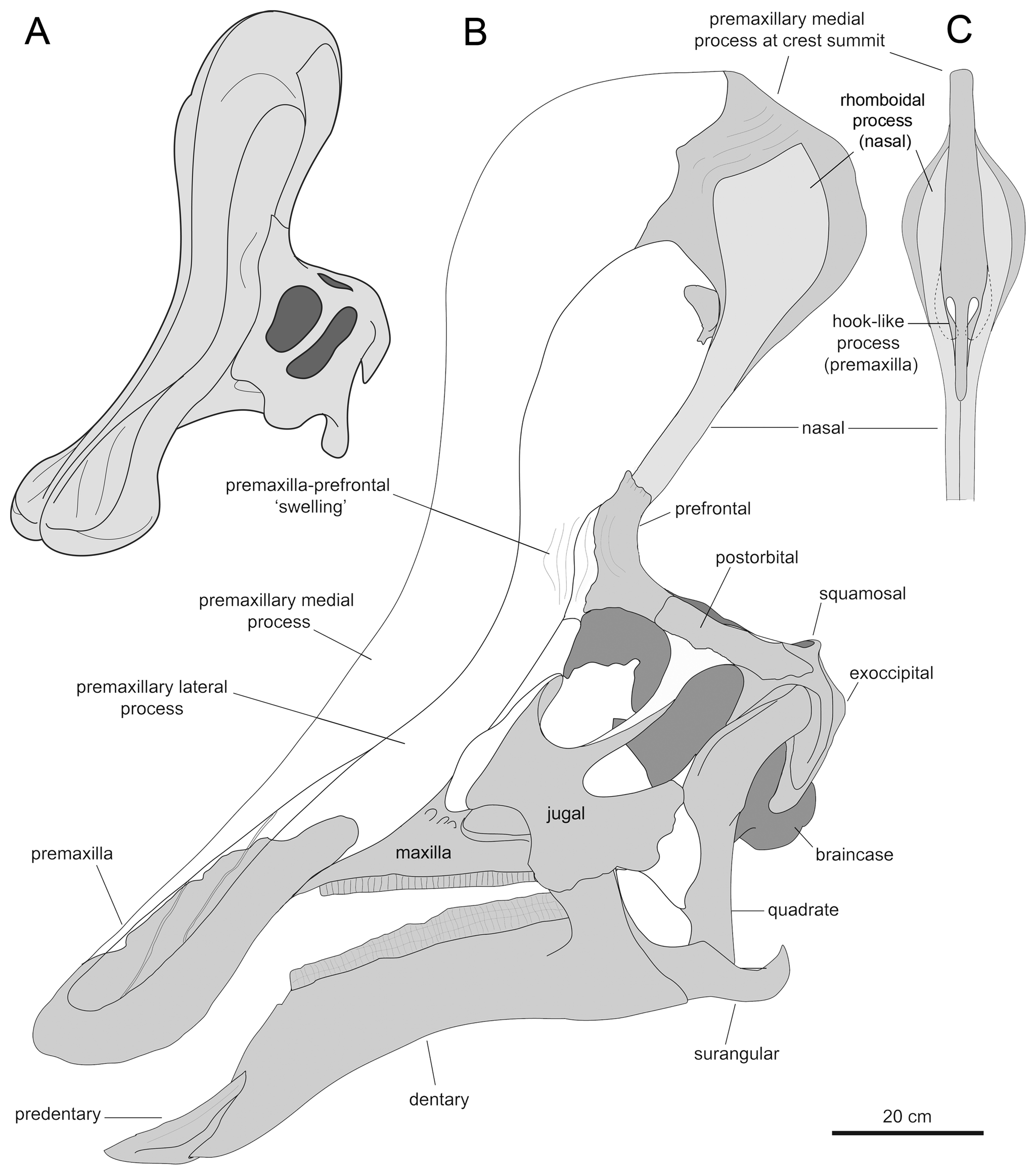
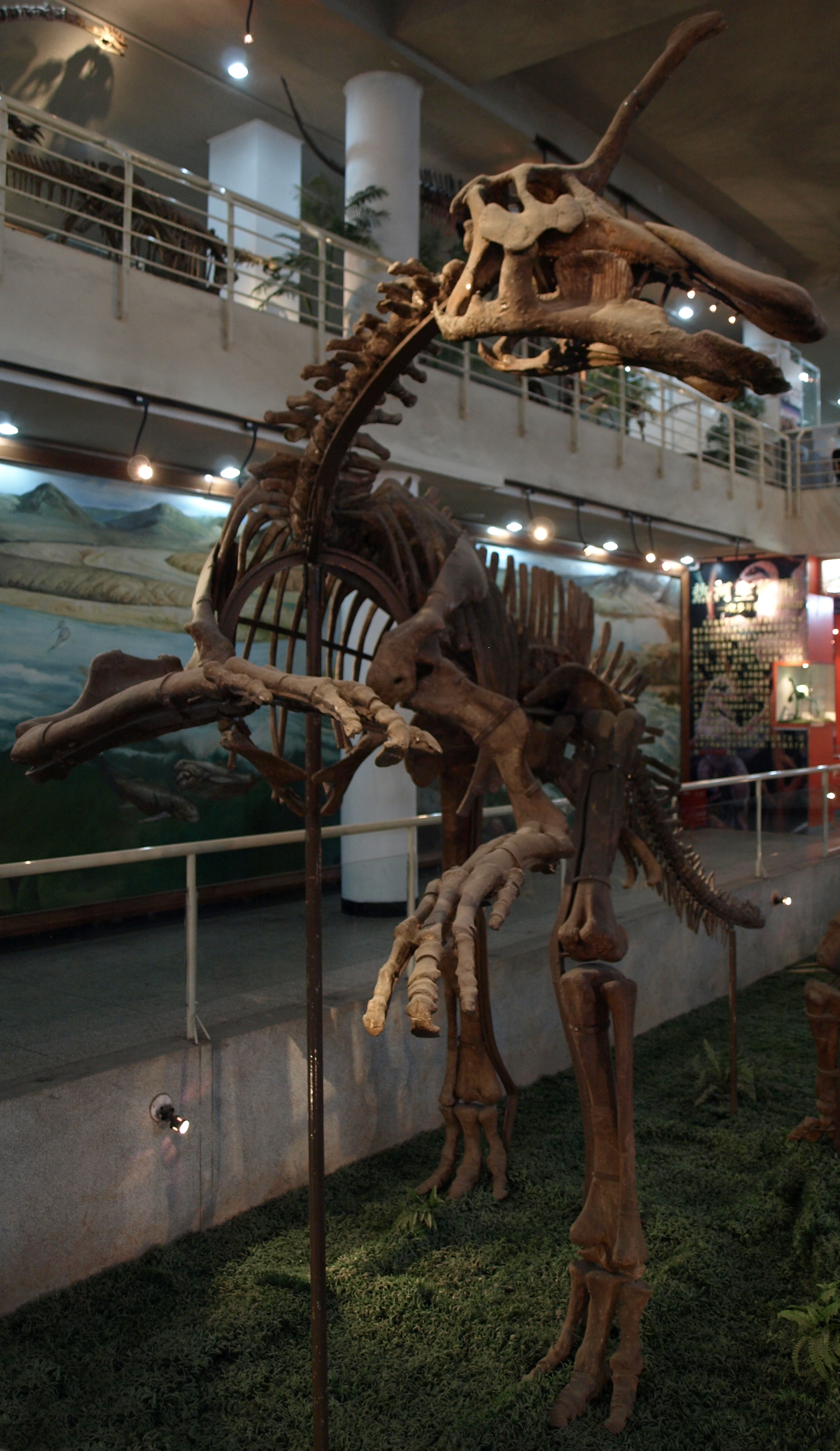
친타오사우루스 전체골격